# 埃斯塔尼斯劳·德尔坎波
埃斯塔尼斯劳·德尔坎波·马谢尔-卢纳·布里苏埃拉（西班牙語：Estanislao del Campo Maciel y Luna Brizuela，1834年2月7日—1880年11月6日），阿根廷作家、军人，生于布宜诺斯艾利斯，早年从军，曾参加阿根廷内战的塞佩达、巴翁等战役。在文學領域，坎波是高乔文學的代表作家之一，其代表作《浮士德》亦为高卓文學三大史詩之一。

## 生平
1834年2月7日，埃斯塔尼斯劳·德尔坎波出生于布宜诺斯艾利斯的一个军官家庭，其父母分别是胡安·埃斯塔尼斯劳·德尔坎波与格雷戈里娅·卢纳·布里苏埃拉。他早年在阿根廷国民警卫队任职，作为巴托洛梅·米特雷的属下参加了塞佩达战役、帕翁战役。在警卫队任职期间，他结识了政治家阿道弗·阿尔西纳与里卡多·拉瓦列，并与後者之妹卡罗莉娜成婚，生有三女；亦结识了伊拉里奥·阿斯卡苏比，并在他的影响下以雏鸡阿納斯塔西奧（Anastasio el Pollo）的笔名创作，出版了《雏鸡阿纳斯塔西奥关于格鲁瓦太太的恩惠的信》（Carta de Anastasio el Pollo sobre el beneficio de la Sra. La Grúa）。
米特雷取得政权後，坎波成为众议院秘书官，1866年8月24日，他偕妻子前往哥伦布剧院观看《浮士德》，回家後便创作了《浮士德》并将其发表在《星期日邮报》（Correo del Domingo）上，日后更以小册子的形式对外出版，成为其代表作。坎波後于1880年11月6日在布宜诺斯艾利斯逝世。

## 文学
19世纪的阿根廷文坛深受浪漫主义的影响，其中19世纪60至90年代盛行感伤浪漫主义文学，并在阿根廷以高乔文学等流派体现出来，该文学流派植根于阿根廷潘帕斯草原住民高乔人的生活轨迹，多为以高乔民歌帕亚多尔为基础的诗歌，具有鲜明的地域主义色彩，受到伊拉里奥·阿斯卡苏比的影响，坎波的文学著作也具有高乔文学的特点。其代表作是《浮士德》，或譯作《浮士德，雏鸡阿納斯塔西奧關於此歌劇之印象》，诗歌讲述了高乔人阿納斯塔西奧在布宜诺斯艾利斯某剧院观看完歌剧《浮士德》後，以本人的理解介绍剧情之事。该诗亦与阿斯卡苏比的《桑托斯·维加》（Santos Vega）及何塞·埃尔南德斯的《马丁·菲耶罗》合称为高乔文学三大史诗，具有一定艺术成就，但學者趙振江、陳光孚亦批评其情节美化现实生活、将高乔人的生活理想化:67-68:44，还有学者认为诗歌中俏皮的语言及比喻歪曲了歌德的原作。